# شیخ دوکوره
شیخ دوکوره (انگلیسی: Cheick Doucouré؛ زادهٔ ۸ ژانویهٔ ۲۰۰۰) بازیکن فوتبال اهل مالی است.
از باشگاه‌هایی که در آن بازی کرده‌است می‌توان به باشگاه فوتبال لانس اشاره کرد.
وی همچنین در تیم‌های ملی فوتبال زیر ۱۷ سال و بزرگسالان مالی بازی کرده‌است.

## دوران باشگاهی
دوکوره به عنوان یک بازیکن جوان در جی‌ام‌جی باماکو پیشرفت کرد. او سپس فصل ۲۰۱۶/۱۷ خود را با باشگاه فوتبال رئال باماکو گذراند و فصل بعد به باشگاه فوتبال لانس رفت. دوکوره به سرعت جایگاه خود را در لانس در رقابت‌های لیگ ۲ ۲۰۱۸/۱۹ تثبیت کرد و در مجموع ۳۴ بازی در تمام رقابت‌ها در آن فصل انجام داد.
در ۱۱ ژوئیه ۲۰۲۳، دوکور قراردادی پنج ساله با باشگاه فوتبال کریستال پالاس امضا کرد.

## دوران ملی
او در اکتبر ۲۰۱۸، برای اولین بار به تیم ملی فوتبال مالی دعوت شد. او اولین بازی خود را برای مالی در برد ۱–۰ از بازی‌های جام ملت‌های آفریقا ۲۰۱۹ مقابل تیم ملی فوتبال گابن در ۱۷ نوامبر ۲۰۱۸ انجام داد.